# Chaitophorus similis
Chaitophorus similis är en insektsart. Chaitophorus similis ingår i släktet Chaitophorus och familjen långrörsbladlöss. Inga underarter finns listade i Catalogue of Life.